# 640-ві
Раннє Середньовіччя. Триває чума Юстиніана. У Східній Римській імперії майже все десятиліття правив василевс Констант II. Візантійська імперія втратила значну частину земель на Близькому Сході та в  Північній Африці, захоплених арабами-мусульманами. В Італії Візантії належить невелика частина території, на решті лежить Лангобардське королівство. Франкське королівство розділене між синами Дагоберта I. Іберію  займає Вестготське королівство.  В Англії триває період гептархії. Авари та слов'яни утвердилися на Балканах. Центр Аварського каганату лежить у Паннонії. У Моравії утворилася перша слов'янська держава Само.
У Китаї триває правління династії Тан. Індія роздроблена. В Японії триває період Ямато. У Персії  династія Сассанідів доживає свої останні дні під тиском арабів. Утворився Хазарський каганат, що підкорив собі Велику Булгарію.
На території лісостепової України в VII столітті виділяють пеньківську й празьку археологічні культури. У VII столітті тривало швидке розселення слов'ян. У Північному Причорномор'ї співіснують різні кочові племена, зокрема булгари, хозари, алани, авари, тюрки.

## Події
- Упродовж десятиліття араби-мусульмани й далі завойовували землі, відбираючи їх у Візантії та Персії. Вони повністю підкорили собі Єгипет і частково Північну Африку, а також майже всю Персію. Імперія Сасанідів практично припинила існування.
- 644 року, після смерті Умара ібн аль-Хаттаба, убитого персом-християнином у Медіні, халіфом став Осман ібн Аффан. Прихильники Алі ібн Абу Таліба не погодилися з цим рішенням, що започаткувало розкол в ісламі на сунітів та шиїтів.
- В Японії розпочалися реформи Тайка.
- У християнстві тривала схизма монофелітства. Цієї доктрини притримувався візантійський василевс Констант II та константинопольський патріарх, проти неї виступали римські понтифіки Теодор I та Мартин I.
- 640 — понтифікат Папи Северина;
- 642—649 — понтифікат Папи Теодора I;
- 649 — початок понтифікату Папи Мартина I;